# Maxomys moi
Maxomys moi — вид пацюків (Rattini), ендемік гірських районів В'єтнаму та південного Лаосу.

## Морфологічна характеристика
Довжина голови й тулуба від 140 до 215 мм, довжина хвоста від 155 до 200 мм, довжина ступні від 37 до 44 мм, довжина вух від 22 до 27 мм. Волосяний покрив короткий, щільний, м'який, оксамитовий, але не колючий. Верхні частини яскраво-помаранчеві, більш інтенсивні вздовж хребта. Голова покрита сірувато-коричневим волоссям, морда коричнева. Черевні частини, губи і область навколо вусів білі. Лінія розмежування з боків чітка. Лапи білі. Хвіст такий же, як голова і тіло, темний зверху і світліший знизу і на кінчику. Число хромосом 2n = 52, FN = 74.

## Середовище проживання
Мешкає в первинних і вторинних широколистяних вічнозелених лісах на висоті від 190 до 1500 метрів над рівнем моря.